# Моравско-силезка научна библиотека в Острава
Моравско-силезката научна библиотека в Острава (на чешки: Moravskoslezská vědecká knihovna v Ostravě, MSVK) е регионална библиотека на Моравско-силезки край, разположена в град Острава.
Създадена е през 1951 г. Тя е обществена библиотека с универсална колекция, фокусирана върху регионалната литература в Моравско-силезки край и науки за околната среда.

## Галерия
- Читалня
- Читалня за списания
- Отдел „Библиография“
- Отдел „Специални фондове“
- Фонд за хора с увредено зрение
- Читалня на немски език